# Dom Macedo Costa
Dom Macedo Costa é um município brasileiro do estado da Bahia. De acordo com o Instituto Brasileiro de Geografia e Estatística (IBGE), sua população estimada em 2020 era de 4 065 habitantes.
Com a morte do prefeito eleito em 2008, Deraldo Barreto Piton, em janeiro de 2012, o vice-prefeito Edvaldo Oliveira Souza assumiu o restante do mandato. Aos 94 anos de idade, foi o prefeito mais velho do Brasil, conforme dados do Tribunal Superior Eleitoral (TSE).

## História
O município de Dom Macedo Costa tem a sua história vinculada desde o século XVII à grande freguesia de São Bartolomeu de Maragogipe, freguesia esta repartida em quatro no decorrer do século XVIII, entre elas a de São Felipe, criada em 1718.
Nesta freguesia situava-se a fazenda São Roque, de propriedade da família Souza Pithon, que através de doações e arrendamentos propiciou as condições para o povoamento da área por centenas de agricultores dando origem ao Distrito de São Roque, mais conhecido como São Roque do Bate Quente, em virtude de haver muitas brigas e discussões.
Criado em 1883, quando a família Souza Pithon ergueu a capela de São Roque, e que em 22 de maio do mesmo ano o Padre Francisco Felix de Souza Pithon rezou a primeira missa inaugurando a capela que hoje é a Igreja Matriz da cidade.
Durante os estudos sacerdotais, o Padre Pithon conheceu um grande religioso, o Arcebispo de Salvador em 1890, Dom Antonio de Macedo Costa, nascido em 1830, oriundo da cidade de Maragogipe a quem a vila pertencia no seu início, tornou-se amigo da família e de toda Vila.
Em 4 de abril de 1962, o Distrito se emancipa politicamente e seus moradores resolvem dar o nome de Dom Macedo Costa, em homenagem ao Grande amigo da família Souza Pithon e do povo da vila. Dom Macedo Costa, como município foi criado no ano de 1962, pela Lei Estadual nº 1652, de 04 de abril de 1962, sancionada pelo governador da Bahia Juracy Magalhães (UDN), conforme publicação no Diário Oficial do estado de 6 de abril de 1962, quando ela se desmembrou da cidade de São Felipe.

## Organização Político-Administrativa
O Município de Dom Macedo Costa possui uma estrutura político-administrativa composta pelo Poder Executivo, chefiado por um Prefeito eleito por sufrágio universal, o qual é auxiliado diretamente por secretários municipais nomeados por ele, e pelo Poder Legislativo, institucionalizado pela Câmara Municipal de Dom Macedo Costa, órgão colegiado de representação dos munícipes que é composto por vereadores também eleitos por sufrágio universal.